# Kurzgesagt
Kurzgesagt (tyskt uttal: [ˌkʊərtsgəˈzɑːkt]; bokstavligen: "kort sagt") är en tysk animationsstudio grundad av Philipp Dettmer. Kanalen fokuserar på minimalistiskt animerat pedagogiskt innehåll, med hjälp av platt design. Bland annat diskuteras vetenskapliga, tekniska, politiska, filosofiska och psykologiska ämnen. Steve Taylor är berättarrösten i kanalens videor, som normalt är mellan 4 och 16 minuter långa. Alla videor finns även tillgängliga på tyska på deras andra kanal från Funk, Dinge Erklärt – Kurzgesagt. Med över 11 miljoner prenumeranter rankas kanalen som världens 476:e största.

## Historia
Kanalen skapades 9 juli 2013, kort efter grundaren Philipp Dettmer tog examen från Münchens yrkeshögskola.
Den första videon, som förklarade evolutionen, publicerades två dagar senare. Videorna var mer populära än väntat, och på sex år gick kanalen från ett projekt som Dettmer arbetade på under sin lediga tid till en designstudio med över tjugofem anställda.
2015 fick Kurzgesagt i uppdrag att göra en video för Bill & Melinda Gates Foundation. Därefter arbetade kanalen med stiftelsen på ett antal andra uppdrag, inklusive videor om mödradödlighet.
Patrizia Mosca är producent för Kurzgesagt. Hon deltog i Internetdagarna i Stockholm år 2018.

## Namn
Namnet kommer från tyskans kurz (kort) och gesagt (sagt) vilket bokstavligen betyder "kort sagt", eller mer korrekt översatt "i ett nötskal".